# Paradisets børn
Paradisets børn (originaltitel Les Enfants du Paradis) er en fransk film fra 1945 instrueret af Marcel Carné med manuskript af Jacques Prévert. Titlen refererer ifølge Prévert til et teaters galleri med de fattigste og mest medlevende tilskuere fra arbejderklassen.
Filmens omdrejningspunkt er kurtisanen Garance (Arletty) og hendes fire tilbedere, mimikeren Baptiste Debureau (Jean-Louis Barrault), skuespilleren Frédérick Lemaître (Pierre Brasseur), tyven Pierre François Lacenaire (Marcel Herrand) og aristokraten Édouard de Montray (Louis Salou). Debureau, Lemaître og Lacenaire er historiske personer fra 1820'ernes Paris, mens de Montray er Hertugen af Morny fra samme tid.